# The Kelly Family
The Kelly Family – amerykańsko-europejski zespół muzyczny, grający głównie muzykę pop, rock oraz folk. Grupa została założona przez Barbarę Ann Kelly (drugą żonę Dana) i jej męża Daniela Jerome’a Kelly’ego oraz ich dzieci.

## Historia
Daniel i Janice Kelly wraz z czwórką swoich dzieci wyjechali ze Stanów Zjednoczonych do Hiszpanii w 1966. W 1967 małżonkowie rozwiedli się, a Daniel poślubił opiekunkę ich dzieci, Barbarę Ann. W hiszpańskiej telewizji rodzina debiutowała w 1975, wystąpili jako Kelly Kids. Początkowo śpiewali na ulicy oraz w metrze, zbierając pieniądze do „kapelusza”. Dzieci uczyły się grać na instrumentach, nie chodząc do szkoły (ich ojciec Papa Dan sam je uczył). Wkrótce zostali zauważeni i zaczęli grać koncerty na festiwalach i w pubach. Ich pierwszym singlem było David’s Song, wydane w latach 70. Rozpoczęli podróż po Europie; dawali koncerty w Niemczech, Austrii, Irlandii, Holandii, Hiszpanii, Francji i Włoszech. Byli swoimi własnymi menedżerami, producentami, sami ustawiali sobie scenę i odpowiadali za nagłośnienie. Zaczęli pojawiać się w programach telewizyjnych, a na ich koncerty przychodziło coraz więcej ludzi.
W 1994 ich album Over the Hump został sprzedany w 4,5 mln egzemplarzy. W Wiedniu dali koncert dla 250 tys. ludzi. Wypełniali europejskie stadiony i grali w wielkich halach. Odnieśli sukces w Niemczech, Holandii, Polsce, całej wschodniej Europie, Portugalii, Hiszpanii oraz innych europejskich państwach. Stali się znani na całym świecie, w tym w Południowej Afryce, Brazylii, USA i Chinach. Otrzymali m.in. takie nagrody jak Echo, Bambi, Złote Kamery, często byli na szczycie list przebojów. W latach 90. sprzedali w rekordowym nakładzie albumy Almost Heaven, Growin’ up, From their hearts oraz Christmas for all.
W 2002 wzięli udział w niemieckich eliminacjach do 47. Konkursu Piosenki Eurowizji Countdown Grand Prix 2002, do których zgłosili się z utworem „I Wanna Be Loved”. Chociaż piosenka została zaprezentowana przed regulaminowym czasem (została wykonana na żywo podczas koncertu Expo 2000), została dopuszczona do stawki konkursowej, ponieważ nie została opublikowana w Internecie. Propozycja zajęła ostatecznie czwarte miejsce w finale selekcji. Po koncercie finałowym pojawiły się pogłoski o problemach z głosowaniem, przez co czas na oddawanie głosów na piosenkę zespołu miał być skrócony z powodu omyłkowego, wcześniejszego zamknięcia linii telefonicznych. Członkowie formacji przyznali, że poczuli się „ofiarami spisku”.
W 2002, po długiej chorobie, zmarł ojciec Kellych. Zespół wydał jeszcze dwa studyjne albumy Homerun (2004) oraz charytatywny Hope (2005). W kolejnych latach członkowie zespołu zajęli się głównie karierą solową. Co jakiś czas, w różnych składach, tworzyli także wspólne projekty (trasa Good News, występy z Cyrkiem Roncalli). Sukcesem była świąteczna trasa Stille Nacht (2011 i 2012) z udziałem Paddy’ego, Patricii, Kathy, Joeya i Paula. Na jednym z koncertów tej trasy gościnnie wystąpiła także Barby.
W ramach solowych projektów członkowie Kelly Family (Angelo, Jimmy, Patricia, Kathy i Paddy) wielokrotnie występowali w Polsce.
Po niemal 12 latach zespół powrócił na scenę, a niedługo później wszedł do studia, aby nagrać nowy album studyjny pt. We Got Love. Nowa płyta trafiła do sprzedaży 24 marca 2017, a 10 marca ukazał się singiel ją promujący.

## Skład zespołu
- Daniel Jerome Sr. ("Dan") (ur. 11 października 1930 w Erie, Pennsylvania, zm. 5 sierpnia 2002 w Kolonii)
- Barbara Ann (ur. 2 czerwca 1946 w Fitchburg, Massachusetts, zm. 10 listopada 1982 w Belascoáin)
- Daniel Jerome Jr. ("Danny") (ur. 2 lipca 1958 w Chur, zm. 2017)
- Caroline Kelly(inne języki) (ur. 20 lipca 1962 w Leominsterze w stanie Massachusetts)
- Kathy Kelly(inne języki), właśc. Kathleen Anne Kelly (ur. 6 marca 1963 w Leominsterze)
- Paul Kelly (ur. 16 marca 1964 w Leominsterze)
- John Kelly(inne języki), właśc. John Michael Kelly (ur. 8 marca 1967 w Talavera de la Reina)
- Patricia Kelly, właśc. Maria Patricia Kelly (ur. 22 listopada 1969 w Gamonal)
- Jimmy Kelly, właśc. Victor James Kelly (ur. 18 lutego 1971 w Gamonal)
- Joey Kelly(inne języki), właśc. Joseph Maria Kelly (ur. 20 grudnia 1972 w Toledo)
- Barby Kelly, właśc. Barbara Ann Kelly (ur. 28 kwietnia 1975 w Belascoáin, zm. 15 kwietnia 2021[12])
- Paddy Kelly, właśc. Michael Padraig/Patrick Kelly (ur. 5 grudnia 1977 w Dublinie)
- Maite Kelly, właśc. Maite Star Kelly (ur. 4 grudnia 1979 w Berlinie)
- Angelo Kelly, właśc. Angelo Gabriele Kelly (ur. 23 grudnia 1981 w Pampelunie)

## Dyskografia
- Christmas All Year (1981, Kel-Life)
- Wonderful World (1981, Kel-Life)
- Live (1988, Kel-Life)
- Keep On Singing (1989, Kel-Life)
- New World (1990, Kel-Life)
- Honest Workers (1991, Kel-Life)
- Street Life (1992, Kel-Life)
- The Very Best – Over 10 Years (1993, Kel-Life)
- WOW (1993, Kel-Life)
- Over the Hump (1994, Kel-Life)
- Christmas for All (1994, Kel-Life/EMI)
- Almost Heaven (1996, Kel-Life/EMI)
- Growin’ Up (1997, Kel-Life/EMI)
- Live Live Live (1998, Kel-Life)
- From Their Hearts (1998, Kel-Life/EMI)
- The Bonus-Tracks Album (1999, Kel-Life)
- Best Of The Kelly Family (1999, Kel-Life/BMG Ariola)
- Best Of The Kelly Family 2 (1999, Kel-Life/BMG Ariola)
- La Patata (2002, Kel-Life/Polydor/Universal)
- Homerun (2004, Kel-Life/Polydor/Universal)
- Hope (2005, Kel-Life)
- We Got Love (2017)
- 25 Years Later (2019)